# PGC 2239055
LEDA/PGC 2239055 ist eine Galaxie im Sternbild Großer Bär am Nordsternhimmel. Sie ist schätzungsweise 977 Millionen Lichtjahre von der Milchstraße entfernt und hat einen Durchmesser von etwa 150.000 Lichtjahren.
Im selben Himmelsareal befinden sich u. a. die Galaxien NGC 3938, PGC 37338, PGC 2237471, PGC 2239372.